# 캐서린 키너
캐서린 키너(Catherine Keener, 1959년 3월 23일 ~ )는 미국의 배우이다. 《존 말코비치 되기》(1999)로 2000년 제4회 새틀라이트상 뮤지컬 코미디 부문 여우조연상을 수상했으며, 《시네도키, 뉴욕》(2008)으로 2009년 24회 인디펜던트 스피릿 어워드에서 로버트 올트먼상을 받았다. 아카데미상과 골든 글로브상에 각각 두 번씩 후보로 올랐다.

## 출연 작품

### 영화
- 어젯밤에 생긴 일 (1986)
- 뒤로 가는 남과 여 (1990)
- 스위치 (1991)
- Johnny Suede (1991)
- 델마와 루이스 (1991)
- 망각의 삶 (1995)
- 표적 (1998)
- 스와핑 (1998, Your Friends & Neighbors)
- 8미리 (1999)
- 존 말코비치 되기 (1999)
- 어댑테이션 (2002)
- 풀 프론탈 (2002)
- 스무치 죽이기 (2002)
- 시몬 (2002)
- 인터프리터 (2005)
- 40살까지 못해본 남자 (2005)
- 카포티 (2005)
- 돈 많은 친구들 (2006)
- 아메리칸 크라임 (2007)
- 인투 더 와일드 (2007)
- 햄릿 2 (2008)
- 할리우드 폭로전 (2008)
- 시네도키, 뉴욕 (2008)
- 제노바 (2008)
- 솔로이스트 (2009)
- 괴물들이 사는 나라 (2009)
- 뉴욕에서 착하게 살아가는 법 (2010, Please Give)
- 사이러스 (2010)
- 퍼시 잭슨과 번개 도둑 (2010)
- 트러스트 (2010)
- 오렌지 (2011)
- 마지막 4중주 (2012)
- 이너프 세드 (2013)
- 캡틴 필립스 (2013)
- 잭애스 프레젠트: 배드 그랜파 (2013)
- 비긴 어게인 (2014)
- 엘리펀트 송 (2014)
- 엑시덴탈 러브 (2015)
- 겟 아웃 (2017) - 미시 아미티지 역
- 리틀 핑크 하우스 (2017, Little Pink House)
- 아들의 빈자리 (2017) - 낸시 그린 역
- 노벰버 크리미널즈 (2017) - 피오나 역
- 노스텔지어 (2018, Nostalgia)
- 시카리오: 데이 오브 솔다도 (2018) - 신시아 역
- 애덤 프로젝트 (2022)
- 조커: 폴리 아 되 (2024) - 메리앤 스튜어트 역

### 극장판 애니메이션
- 크루즈 패밀리 (2013) - 우가 역
  - 크루즈 패밀리: 뉴 에이지 (2020)
- 인크레더블 2 (2018) - 에벌린 역